# Marin Drinov
Marin Drinov est un historien, philologue et homme d'État bulgare de la Renaissance qui a travaillé pendant la majeure partie de sa vie en Russie. Il est l'un des fondateurs de l'historiographie bulgare, cofondateur et premier président de la Société littéraire bulgare, aujourd'hui l'Académie bulgare des sciences.
La maison d'édition de l'Académie bulgare des sciences porte son nom. Marin Drinov propose que Sofia soit la capitale de la Bulgarie, ce qui est accepté par la Grande Assemblée nationale constituante de Veliko Turnovo.
Il est diplômé de l'Académie théologique de Kiev et de la Faculté d'histoire et de philologie de l'Université de Moscou. Professeur de philologie slave à l'Université nationale de Kharkiv et membre correspondant de l'Académie russe des sciences.
Le deuxième citoyen d'honneur de Kyoustendil.
Il meurt en 1906 de la tuberculose.